# 薩卡河
薩卡河（烏克蘭語：Сака），是東歐的河流，流經摩爾多瓦和烏克蘭，屬於恰加河的支流，發源自巴季爾以北，河道全長52公里，流域面積324平方公里，河畔城鎮有博羅季諾。